# Nestor (1793)
Pour les articles homonymes, voir Aquilon.
Le Nestor est un navire de guerre français en service de 1793 à 1809. C'est un vaisseau de 74 canons de la classe Téméraire. Rebaptisé l’Aquilon sous le Consulat, il est détruit par les Anglais en 1809.

## Carrière
Construit à Brest, malgré les troubles qui affectent l'arsenal et le manque de matériaux, le vaisseau est lancé en 1793. Il est de la désastreuse Campagne du Grand Hiver (24 décembre 1794 - 3 février 1795)
Dans la nuit du 30 décembre 1794, le Nestor, démâté dans la tempête et en raison de la mauvaise qualité de ses mâts, doit revenir à Brest pour des réparations. Sur son chemin du retour, le Nestor  croise une frégate sous un faux pavillon français. Le commandant de la frégate, anglaise, se mettant à portée de voix du Nestor, engage la conversation avec le capitaine du Nestor dans un parfait français. Le prenant pour un compatriote, celui-ci lui explique qu’il demande de l’aide et que l’escadre de Brest a appareillé. Fort de ces précieux renseignements, la frégate britannique mit toutes voiles dehors pour renseigner ses supérieurs. Cet épisode est resté célèbre dans la Royal Navy et fut très longtemps cité en exemple pour démontrer l’avantage à bien maîtriser la langue de l’ennemi.
En 1795, il prend part à la Bataille de Groix, sous le pavillon de l'amiral de Vence. L'année suivante, le Nestor prend part à la non moins infortunée expédition d'Irlande en tant que vaisseau amiral de Linois.
Rebaptisé Aquilon, mais toujours malheureux, il fait partie d'une flotte de 11 vaisseaux, 5 frégates et divers bâtiments de transport, rassemblée en rade de Rochefort par le vice-amiral Zacharie Allemand au printemps 1809 en vue de porter secours aux îles des Antilles assiégées. Le 11 avril cette flotte à l'ancre est dispersée par une attaque de brûlots lancée par Cochrane. Comme 9 autres navires, devant la menace, l’Aquilon laisse filer ses ancres, dérive et finit par s'échouer en aval de l'estuaire de la Charente où il est incendié par les anglais le 12 avril 1809.